# Alonso Henríquez de Santo Tomás

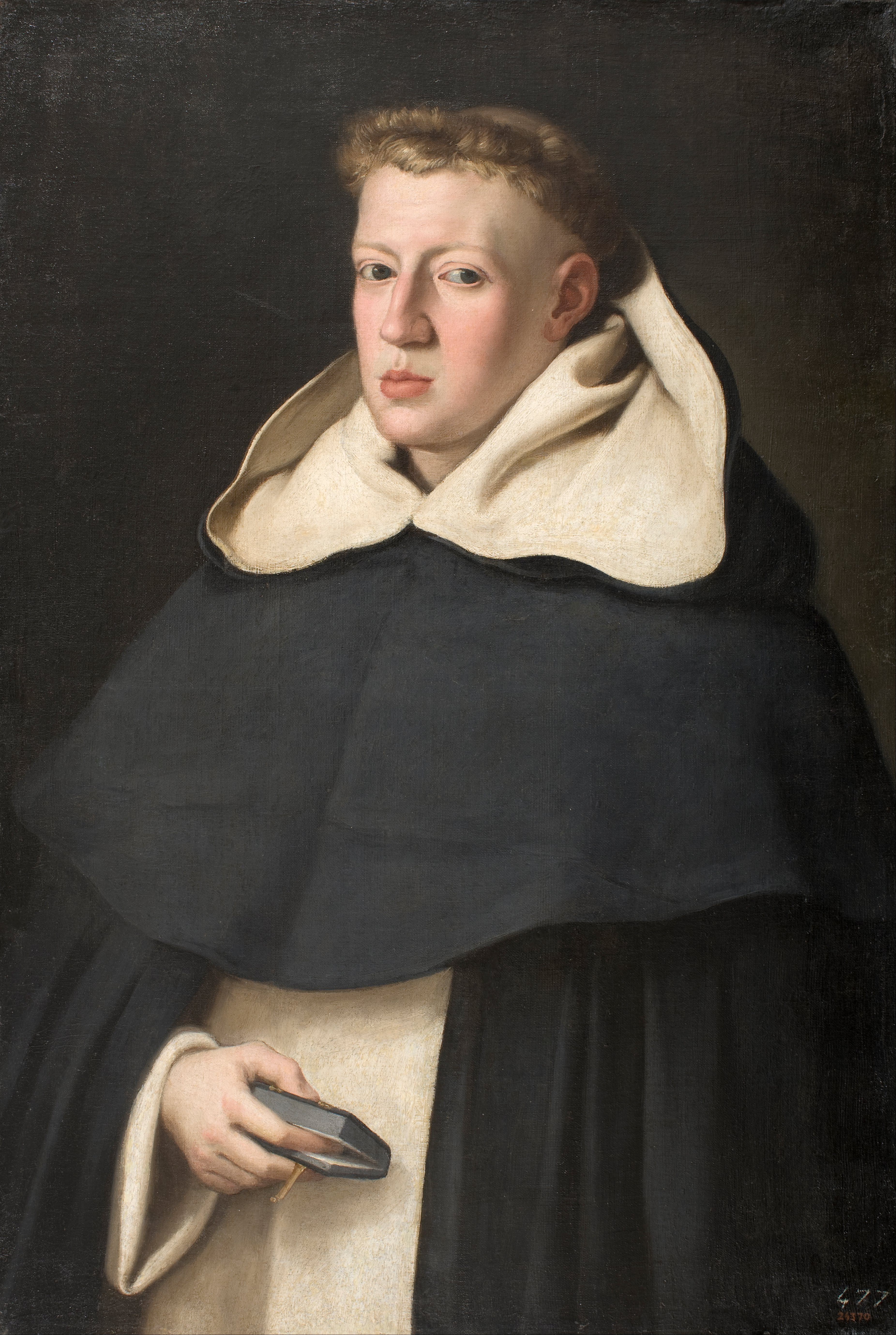
Fray Alonso de Santo Tomás por Juan Bautista Maíno. El dominico tenía 18 años y acababa de rechazar la legitimación por parte de su verdadero padre, Felipe IV de España.

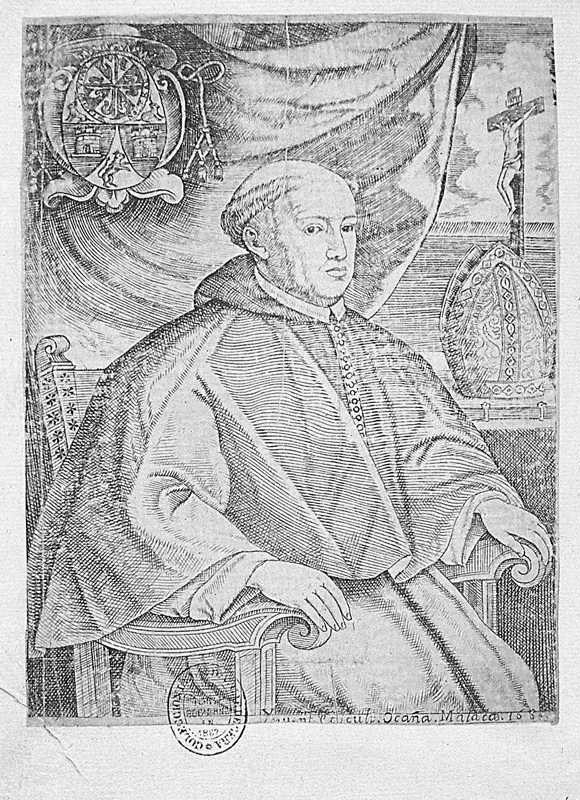
Fray Alonso de Santo Tomás, según un grabado de la época.

Alonso Enríquez de Guzmán y de Orozco (Vélez-Málaga, 9 de junio de 1631-Málaga, 30 de julio de 1692), conocido como Fray Alonso de Santo Tomás, prelado y noble español del siglo XVII, que ostentó los obispados de Osma, Plasencia y Málaga. Poseyó los títulos nobiliarios de Condado de Castronuevo y Marquesado de Quintana del Marco.

## Biografía
Nacido en Vélez-Málaga en 1631, oficialmente era «hijo legítimo y natural» de José Enríquez de Guzmán y de Porres, gentilhombre de cámara del rey y de Constanza de Ribera y Orozco, dama de honor de la reina Isabel de Borbón. La realidad era muy otra: el niño era fruto de los amores del rey Felipe IV con la citada dama. Su padre legal se vio obligado a casarse con Constanza a toda prisa, por lo que fue recompensado por el monarca.
Alonso quedó huérfano de padre y madre a los tres años y fue criado por sus abuelos paternos en Madrid hasta la muerte de estos. Entonces pasó a la tutela de su tío paterno, Antonio Enríquez de Guzmán y de Porres, obispo de Málaga y después virrey de Aragón, que cuidó de su educación.
En 1646 falleció Baltasar Carlos, príncipe de Asturias. Desolado, el monarca hizo intentos por legitimar a Alonso y recibirlo en la Corte. Sorprendentemente, el joven se negó y muy al contrario, decidió tomar los hábitos de la Orden de Santo Domingo. Ingresó en el Real Convento de Santo Domingo de Guzmán de Málaga, profesó el 29 de abril de 1648 y tomó el nombre de Fray Alonso de Santo Tomás.
El joven dominico completó sus estudios en Alcalá la Real, Salamanca, Granada y Sevilla. Volvió al convento en 1656 como «Regente Prior» y en 1658 obtuvo el cargo de Provincial de la orden en Andalucía. En 1661, el rey lo nombra obispo de Osma, en 1663 de Plasencia y finalmente, es nombrado obispo de Málaga, entrando como tal en la ciudad el 24 de diciembre de 1664.
En 1669 mandó construir El Retiro de Santo Tomás del Monte en la zona de Churriana para su reposo y el de otros personajes notables.
Durante su obispado tuvo lugar la celebración del Sínodo Diocesano los días del 21 al 27 de noviembre de 1671. En 1677 socorrió a la ciudad de Orán, víctima de la peste, que llegó a la propia Málaga en 1679. Fray Alonso realizó una gran labor asistencial, también en el posterior terremoto que asoló la ciudad, el 9 de octubre de 1680.
Destacó como teólogo, filósofo y orador. Publicó varios ensayos, entre ellos Catholica Querimonia, editado en Málaga y Madrid en 1686. Fue protector de las artes, pues protegió a artistas como el escultor Pedro de Mena, que realizó diversos trabajos en la catedral, o Alonso Cano, con quien mantuvo una relación personal. Su Virgen del Rosario fue un encargo de Fray Alonso, así como diversos retratos del obispo.
Falleció el 30 de julio de 1692 y fue enterrado en el Convento de Santo Domingo. Tiene una calle dedicada en Málaga, en la zona de Monte Dorado.
Fray Alonso siempre se negó a reconocer la deshonra que para él supuso ser un bastardo real. Siempre desmintió el hecho de que su padre fuera el rey Felipe IV, aunque sin éxito. Se conserva en el MNAC un retrato realizado por Juan Bautista Maíno en el que el parecido con el monarca es extraordinario. Su origen ilegítimo probablemente le impidió llegar a cardenal.